# Sigurd Nauckhoff
Sigurd Adolf Gustafsson Nauckhoff (* 1879; † 1954) war ein schwedischer Ingenieur, der maßgeblich zur Entwicklung von frostsicherem Dynamit und zur internationalen Position der Sprengstoffindustrie beitrug.

## Ausbildung und berufliche Laufbahn
Sigurd Nauckhoff wurde 1900 an der Königlich Technischen Hochschule (KTH) in Stockholm zum Diplomingenieur ausgebildet. Anschließend trat er in die von seinem Vater, Ernst Gustaf Reinhold Nauckhoff, geleitete Fabrik ein. Seine wissenschaftliche Arbeit Beitrag zum Verständnis der Gefrierverhältnisse von Nitroglycerin und nitroglycerinhaltigen Sprengstoffen (1904) legte den Grundstein für die Entwicklung von Dynamit, das auch bei niedrigen Temperaturen einsatzfähig war. Für diese bahnbrechende Arbeit wurde er mit dem Polhems-Preis und der Polhems-Medaille der Schwedischen Technologischen Vereinigung ausgezeichnet.
1906 wurde Nauckhoff leitender Ingenieur und Leiter der Nitroglycerin-Fabrik bei Vinterviken, südwestlich von Stockholm. Im Jahr 1909 entwickelte er ein neues Perchlorat-Sprengmittel, das 1911 unter dem Namen Territ auf den Markt kam. Die Anwendbarkeit dieses Sprengstoffs wurde durch eine Ergänzung von Nitroglycerin, die 1912 auf Vorschlag von Clas Herlin erfolgte, weiter verbessert.

## Führende Rolle in der Dynamitindustrie
1910 montierte Nauckhoff eine neu konstruierte Nitrieranlage mit Separatoren und Waschkernen. Nach der Fusion der Fabrik in Vinterviken mit der Gyttorp Dynamitfabrik im Jahr 1915 wurde er Chefingenieur und technischer Leiter beider Fabriken. 1921 wurde Nauckhoff zum Geschäftsführer der Nitroglycerin AB ernannt. Unter seiner Leitung entwickelte sich das Unternehmen zu einem der führenden Akteure in der internationalen Sprengstoffindustrie.
Als Nauckhoff 1944 in den Ruhestand ging, ehrte das Unternehmen ihn, indem es 100.000 Kronen für eine Wohlfahrtsstiftung für die Mitarbeiter bereitstellte, die Nauckhoffs Fond genannt wurde.

## Weitere Funktionen
Nauckhoff war auch in verschiedenen anderen wichtigen Funktionen aktiv. So war er Vorsitzender der Dampfkesselvereinigung von Mittelschweden und Nordschweden ab 1926, der Schwedischen Technologischen Vereinigung von 1929 bis 1931, des Schwedischen Chemischen Industriebüros von 1932 bis 1942, der Expertenkommission für explosive Stoffe ab 1942 und des Wissenschaftlichen Rates des Chemischen Instituts der schwedischen Streitkräfte von 1942 bis 1945. Zudem war er im Vorstand von Electrolux von 1948 bis 1952 und Geschäftsführer von AB Atomenergi von 1948 bis 1950.

## Ehrungen
Nauckhoff wurde 1919 Mitglied der Königlich Schwedischen Akademie der Ingenieurwissenschaften (Ehrenmitglied 1944; Präsident 1945–1947), der Schwedischen Akademie der Wissenschaften 1937, der Königlich Schwedischen Akademie der Wissenschaften 1939 (Präsident 1952–1953) und der Königlich Landwirtschaftlichen Akademie 1946. 1942 wurde ihm die Ehrendoktorwürde der Universität Uppsala verliehen.